# 1974 FD
1974 FD är en asteroid i huvudbältet som upptäcktes den 22 mars 1974 av den chilenske astronomen Carlos R. Torres vid Cerro El Roble Station.
Asteroiden har en diameter på ungefär 11 kilometer och den tillhör asteroidgruppen Eos.